# Новый (Липецкий район)
Но́вый — посёлок Косырёвского сельсовета Липецкого района Липецкой области. Расположен вдоль Елецкого шоссе (Липецк
— Воронеж).
На этом месте (у деревни Косыревки) находился анклав города Липецка в Липецком районе. В 2002—2003 годах здесь был образован посёлок Новый. Его жилые кварталы были разделены Медовой, Привольной, Сельской, Соловьиной, Душистой, Праздничной улицами, переулками Малым, Прохладным, Розовым и Застройщиков.
В 2006 году в результате муниципальной реформы посёлок был передан Липецкому району — в Косырёвское сельское поселение.

## Транспорт
В Новый из Липецка ходит автобус № 179.